# Rome: Total War
Rome: Total War è un videogioco di tipo strategico a turni con elementi di tattica in tempo reale e arcade. I giocatori combattono battaglie, storiche o di fantasia, nell'era della Repubblica romana, dal 270 a.C. al 14 d.C., anno della morte di Ottaviano Augusto come primo imperatore di Roma. Il gioco è stato sviluppato da The Creative Assembly, pubblicato da Activision nel 2004 per Windows, ed è il terzo gioco della serie Total War dopo Shogun: Total War e Medieval: Total War.
Ne sono state realizzate due espansioni: Barbarian Invasion e Alexander. Il sequel Total War: Rome 2 è uscito il 3 settembre 2013.
Nel 2010 uscì la conversione per macOS. Una versione per iPad, sviluppata da Feral Interactive, è stata annunciata il 12 agosto 2016 e pubblicata il 10 novembre dello stesso anno. Nel 2018 sono uscite le versioni iPhone e Android, rispettivamente il 23 agosto e il 18 dicembre. La versione Remastered è uscita il 29 aprile 2021.

## Modalità di gioco
Come nei capitoli precedenti della serie Total War, l'azione di gioco è divisa in due parti. Il gioco sulla mappa tattica, a turni, e le battaglie in tempo reale, di stile arcade; la maggiore innovazione, rispetto ai capitoli precedenti, è l'introduzione della grafica tridimensionale ad alta qualità, oltre alle nuove modalità di spostamento delle truppe attraverso i punti movimento.

### La campagna a turni
Esistono due modalità di gioco a turni, le quali vengono giocate attraverso il controllo degli aspetti militari ed economici del proprio impero: la campagna imperiale, che prevede la conquista di 50 province e della città di Roma, e la campagna breve, che ha come obiettivo la conquista di quindici territori e l'eliminazione di un popolo nella sola area di influenza della propria famiglia (ss: i Galli per la famiglia Giulia). Nel caso il giocatore debba scegliere una fazione non romana, una volta sbloccati gli altri schieramenti, esisteranno diverse condizioni di vittoria, che nella maggior parte dei casi prevedranno l'annessione di un minimo di province al proprio Impero a prescindere da quali parti della mappa la fazione deciderà di occupare, oppure quindici province più la sopravvivenza a un'altra fazione; nel caso dei Greci, ad esempio, si potrà ottenere la vittoria conquistando cinquanta province, oppure una quindicina sopravvivendo alla Macedonia.
A differenza dei precedenti capitoli della serie, la mappa strategica non è più una semplice planimetria del bacino del Mediterraneo, ma una mappa tridimensionale, dove possono avvenire eruzioni di vulcani attivi come il Vesuvio o l'Etna, scosse di terremoto e uragani. I personaggi sono a loro volta rappresentati in 3D (ovviamente le dimensioni sono maggiori in scala), e presentano diverse animazioni. I paesaggi nella battaglia tattica, e non solo, variano da regione a regione, rappresentando sia zone famose (come il fiume Nilo), sia monumenti importanti (come il Colosso di Rodi). Le unità dei differenti eserciti si comandano a gruppi e i singoli soldati possono arrivare a essere fino a diverse migliaia nella stessa schermata (almeno a seconda delle impostazioni grafiche scelte). Ogni turno di gioco nella campagna copre un periodo di sei mesi, con l'alternarsi ciclico delle stagioni d'estate e inverno. Ogni stagione garantisce dei bonus o dei malus per determinate azioni: ad esempio, alcune unità combatteranno meglio su territori coperti da neve, dove altre soffriranno invece parecchio.

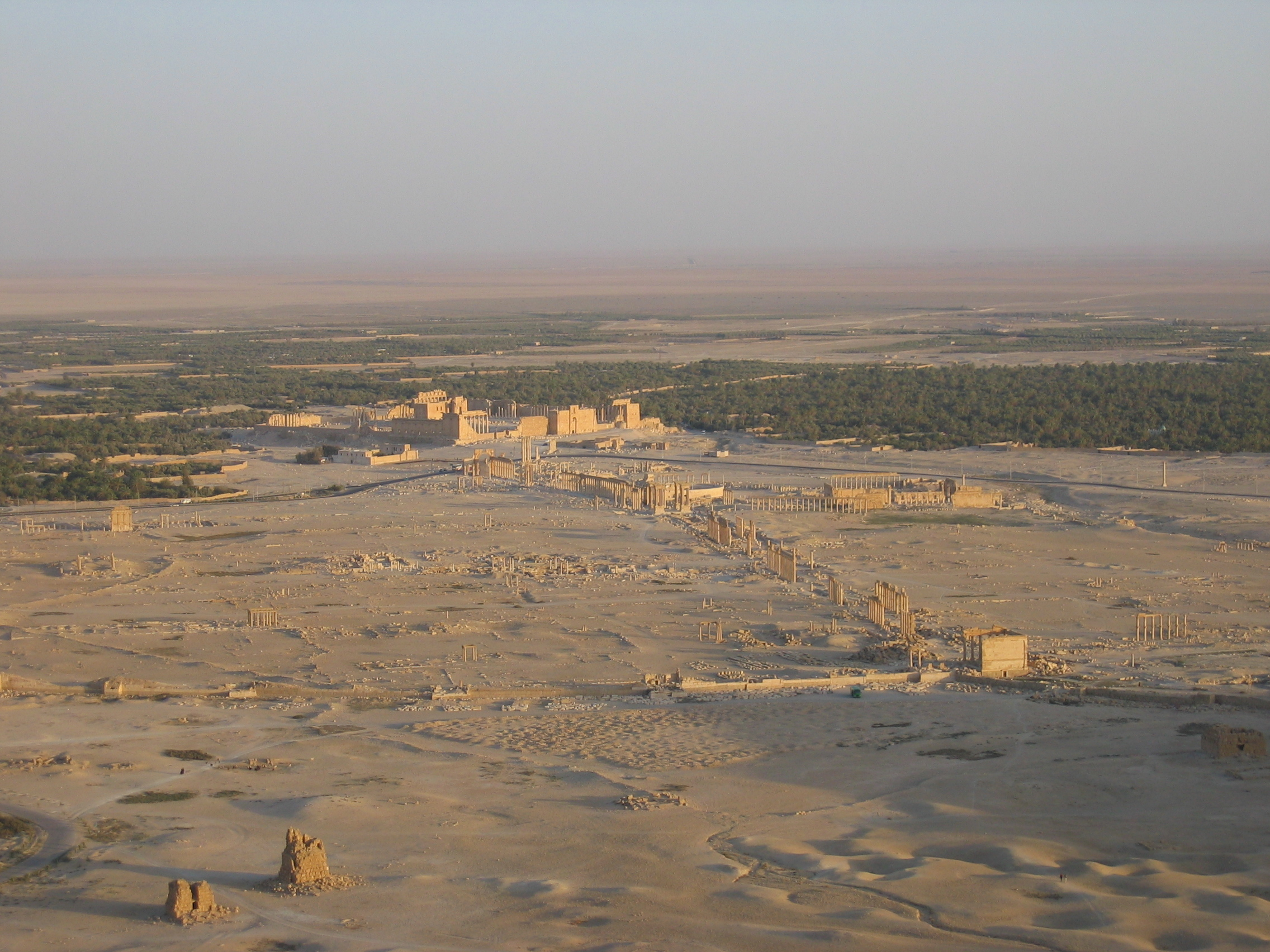
L'insediamento romano di Palmyra (come lo vediamo oggi) è uno dei numerosi insediamenti presenti nel gioco.

All'inizio di ogni partita, il giocatore possiede un tesoro finanziario di base, un numero prefissato di province, o territori nel caso di fazioni storicamente non romanizzate, e alcune unità basilari situate in punti preimpostati, spesso comandate da familiari. Il giocatore deve impegnarsi a far prosperare l'insediamento posto in ogni provincia, attraverso la costruzione di edifici di varia natura, dai templi, che ristabiliscono l'ordine pubblico, alle caserme per l'addestramento delle truppe, alle strade per il miglioramento dei commerci; ovviamente sarà altrettanto importante la gestione di altri aspetti, in particolare il bilancio di ogni provincia e la guarnigione di guardia: a tal scopo, è possibile costruire nuovi edifici, reclutare nuove unità, alzare o abbassare le tasse per ogni città tramite degli appositi comandi eseguibili aprendo la finestra relativa all'insediamento, nonché trovare utili informazioni della provincia stessa come ad esempio gli introiti commerciali, l'ordine pubblico o la probabilità che scoppi un'epidemia di peste in città. Si possono ricevere i consigli del centurione Marcus, che fungerà da tutore in combattimento, e da Tullia (Victoria in inglese), che fungerà invece da assistente per la gestione degli insediamenti in termini di reclutamento, costruzione, diplomazia, commercio e via dicendo.

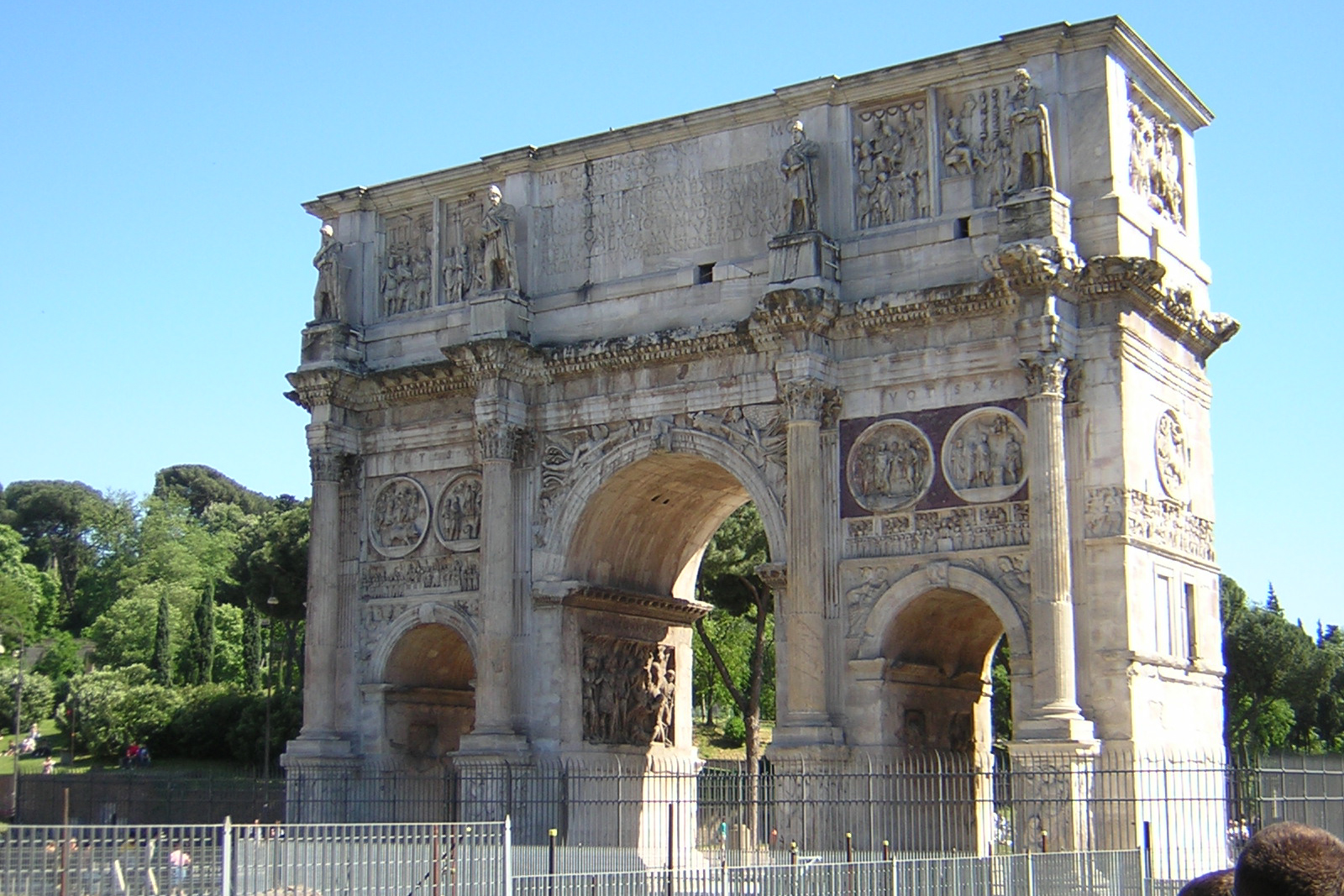
L'arco di Costantino è stato preso a modello per la costruzione degli archi all'interno delle città, nel gioco arcade.

In Rome il giocatore ha la possibilità di comandare in tempo reale le sue armate in battaglia (non le flotte). Si possono controllare contemporaneamente un massimo di venti unità; eventuali rinforzi arriveranno sul campo di battaglia solo nel momento in cui una unità posseduta venga completamente distrutta, a meno che i rinforzi non vengano comandati da un familiare, il quale potrà invece prendere il controllo dell'armata, ponendo direttamente sul campo fino a venti truppe supplementari, che saranno sotto il controllo dell'intelligenza artificiale.

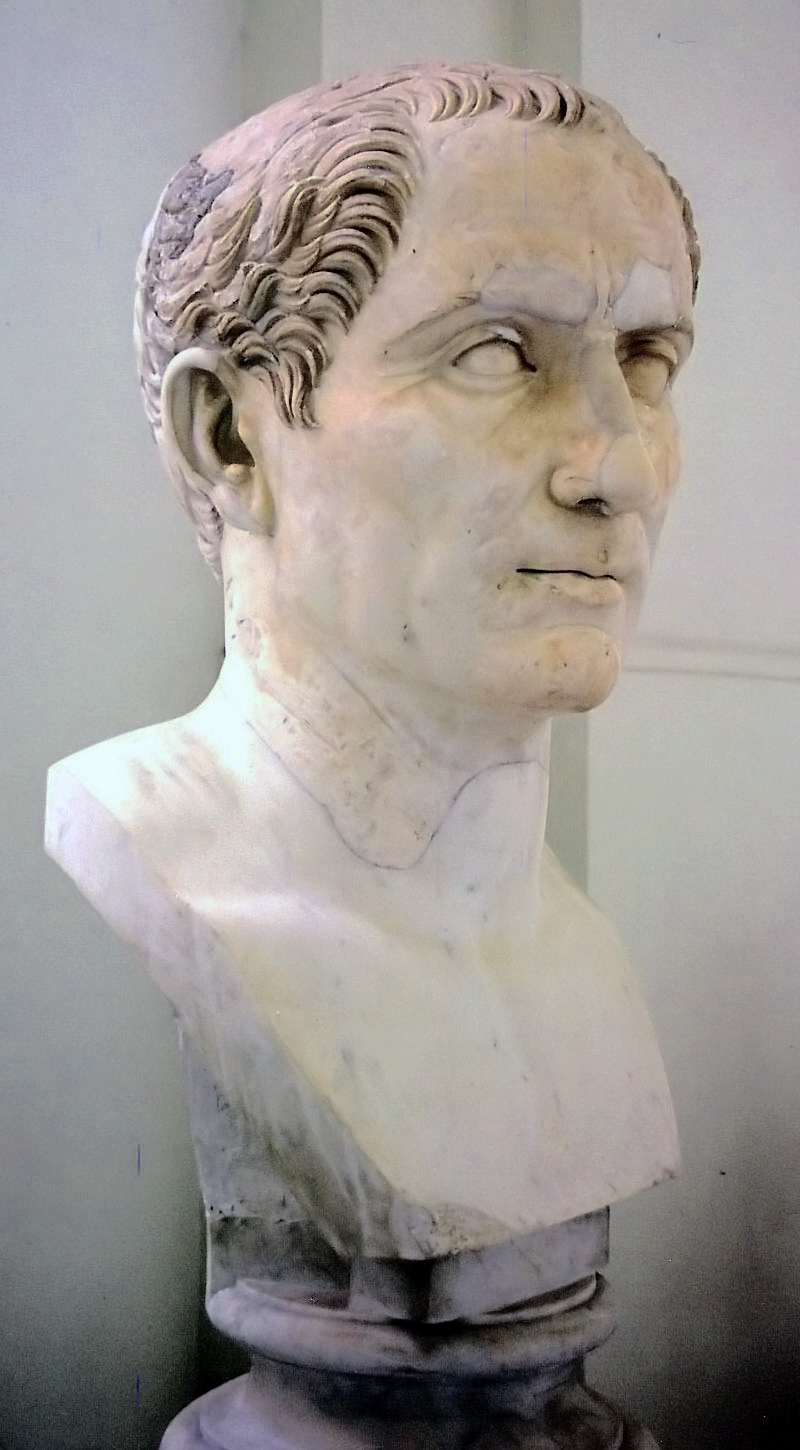
Il familiare più famoso fra i Giuli, che sarà possibile controllare andando avanti col gioco.

Ogni fazione presenta dei personaggi particolari. I più importanti sono i familiari, che perché appartengono alla famiglia che la dominano, e presentano numerose caratteristiche. Prima di tutto, sono dotati di tre attributi principali: il Comando (rappresentato da alcune stelle), che lo rende più resistente e abile nel combattimento; l'Influenza, che descrive la sua capacità di mantenere l'ordine come governatore dell'insediamento; e l'Amministrazione, che influenza le entrate e gli scambi commerciali. I familiari sono utili anche per le loro capacità di costruire forti e torri d'osservazione e di reclutare mercenari (diversi da zona a zona, e in genere con meno morale delle truppe standard). Ognuno di questi personaggi (non solo i familiari) è passibile di morte violenta (battaglia o assassinio) o naturale (vecchiaia o naufragio). È sempre data la possibilità di scegliere l'erede di fazione che, in seguito alla morte del capofazione, prenderà automaticamente il potere, ricevendo sostanziosi bonus.
Lo sviluppo di alcuni edifici comporta anche la possibilità di reclutare altri personaggi chiamati agenti, che saranno utili per cambiare le sorti di una guerra o le relazioni diplomatiche.
- Diplomatico: la statistica che mostra il grado di esperienza di questo personaggio è l'Influenza. A proposito di diplomazia, in essa è possibile stipulare alleanze, ottenere diritti commerciali (che incrementano in maniera sensibile i proventi degli insediamenti, finché le due fazioni non si dichiarano guerra), trattare tregue, riscuotere tributi, imporre protettorati e persino corrompere armate e familiari nemici.
- Spia: la sua statistica è il grado di Sotterfugio. Oltre a scoprire la mappa tattica, le spie possono fornire informazioni complete su armate e insediamenti nemici. Se e quando riescono a infiltrarsi negli insediamenti nemici, esse abbassano il loro livello di ordine pubblico, provocando sommosse, e talvolta sono anche in grado di aprire le porte in caso di attacco del giocatore. Se la spia è afflitta dalla peste, l'insediamento spiato sarà appestato a sua volta.
- Assassino: come per la spia, la sua statistica è il grado di Sotterfugio. Questo agente può sabotare le strutture di insediamenti avversari e uccidere personaggi nemici, che siano generali, governatori, spie, diplomatici o altri assassini.

#### Le fazioni
Nel comparto strategico del gioco, il primo in cui il giocatore interagisce, si ha inizialmente la possibilità di gestire una delle tre famiglie romane del gioco (Giuli, Valeri e Corneli), che controllano indipendentemente l'una dall'altra, ma sempre sotto il comando di Roma, la penisola italica; la maggior parte delle altre fazioni, come i Cartaginesi, i Galli, gli Egizi, i Seleucidi e i Greci, saranno controllabili dopo aver portato a termine la campagna imperiale o la campagna breve, mentre altre sono invece normalmente non giocabili nella campagna, tra cui i Ribelli e il Senato Romano.
- Roma:  La Repubblica romana è stata divisa nel gioco in quattro fazioni: oltre al Senato, troviamo i Giuli a nord di Roma, i Valeri (Brutii in originale) a sud, e i Corneli (Scipii in originale) in Sicilia settentrionale e Campania. Nel caso una fazione romana dovesse entrare in guerra con una civiltà non latina, le altre fazioni romane si uniranno alla guerra immediatamente. Le fazioni sono quasi identiche come unità ed edifici disponibili: le poche differenze riguardano, ad esempio, il tipo di gladiatore reclutabile nelle fasi avanzate del gioco, le divinità a cui i templi vengono innalzati o la possibilità di reclutare unità diverse all'inizio della campagna. I Romani dispongono di fanteria dotata di pilum come gli Hastati e i Principes, oltre ai Triarii, lancieri versatili e relativamente costosi, e la cavalleria leggera, gli Equites. Una volta che un insediamento diventa abbastanza sviluppato, il giocatore otterrà la riforma di Mario, che aggiunge nuove unità tra cui gli ausiliari.
  - Giuli: Fazione che parte nel centro-nord della penisola, dal colore rosso; possono espandersi a nord verso l'Europa occidentale, entrando in conflitto con i galli, i germani, i britannici e, se si spingono abbastanza ad ovest, con gli iberici. Sono di conseguenza anche la fazione romana con possibilmente l'economia più debole, visto che la maggior parte degli insediamenti che conquisteranno saranno sotto-sviluppati e non ci sono meraviglie ad aiutarli, e inoltre, essendo possibile attaccarli da più parti, hanno anche la campagna più difficile tra le fazioni romane.
  - Corneli: Fazione che inizia nella Campania e nel nord della Sicilia, che li pone in diretto contrasto con Cartagine e i greci, più i Numidi e gli Egiziani se si espandono in Africa. Ha come colore il blu e la possibilità di conquistare gli insediamenti africani li pone in una buona condizione economica, tuttavia la distanza tra le loro città li può rendere particolarmente vulnerabili.
  - Valeri: Fazione che inizia nel sud-Italia, dal colore verde, la loro direzione di espansione principale è verso est, che li pone in contrasto con le varie fazioni greche e orientali, principalmente Macedoni e Seleucidi. Hanno la campagna più facile del gioco visto che gli insediamenti che conquisteranno saranno i più ricchi della mappa, e sempre ad est si trovano quasi tutte le meraviglie mondiali che danno bonus molto utili.
  - Senato Romano: Fazione non controllabile dal giocatore, a meno di modifiche al codice sorgente del gioco, il suo colore è il viola ed ha la sola Roma come insediamento. Invia ordini, premi o punizioni al giocatore (se questi ha scelto una delle tre fazioni romane), e se una fazione diventa abbastanza potente, il Senato chiederà che il capofazione si suicidi; in caso di rifiuto la famiglia romana diventerà fuorilegge e subirà la dichiarazione di guerra dal resto del mondo romano. Conquistare Roma è uno dei requisiti per vincere la campagna lunga.
- Gallia: I Galli controllano parte delle regioni dell'odierna Francia, la Pianura Padana e il centro della penisola iberica, simulando una confederazione di tutte le tribù celtiche occidentali dai Celtiberi agli Insubri. Sprovvisti di armi d'assedio, dispongono tuttavia di alcune unità speciali come i druidi, abili nel supportare il morale delle truppe dalle retrovie. Molte delle loro unità dispongono dell'urlo di guerra che causa un malus temporaneo nel morale delle truppe nemiche.
- Britannia: I Britanni controllano l'odierna Inghilterra e parte della zona attorno al Reno (riunendo sotto il loro controllo anche quelli che furono storicamente gli affini belgi). Le loro unità speciali sono i carri da guerra, i lanciatori di teste (specializzati nell'abbassare il morale dei nemici) e i druidi che, al contrario, aumentano il morale delle proprie truppe in maniera analoga ai loro equivalenti galli. Anche le loro truppe dispongono dell'urlo di guerra.
- Germania: Padroni delle zone corrispondenti all'Europa centrale e settentrionale, dove formano un'apposita sorta di confederazione germanica. Anche le loro truppe dispongono dell'urlo di guerra, tra cui i temutissimi berserker, ma, a differenza delle altre fazioni barbariche, possiedono unità di fanteria come le bande di lancieri che, nonostante sia storicamente inaccurato, possono disporsi in formazione a falange, e un'unità di donne urlanti armate di falcetti.
- Dacia (non giocabile): I Daci si trovano nell'attuale Romania. A differenza di molti popoli barbarici, possiedono anche le balliste, che dona loro un notevole vantaggio in assedio rispetto alle altre fazioni barbare. La loro fanteria comprende soldati dotati di falce. Non possiedono frombolieri o schermagliatori, ma hanno una gamma decente di arcieri.
- Iberia (non giocabile): Le popolazioni iberiche sono riunite in un'immaginaria confederazione che comprende tutte le popolazioni della penisola (tranne i celtiberi, la cui regione è controllata dai Galli). Molte unità sono dotate di giavellotto, come i guerrieri toro e gli scutari, i quali furono d'ispirazione per i legionari romani. Sono bersaglio principale dei Cartaginesi nella loro espansione in Europa occidentale.
- Cartagine: I Cartaginesi controllano la Tunisia, la Sardegna (qui affiancata dalla Corsica), la Sicilia occidentale e la Spagna meridionale, comprese le isole Baleari. Il loro esercito, formato in gran parte da mercenari, è tra i più versatili e flessibili del gioco; tra le particolarità gli elefanti da guerra e le unità d'élite del Sacro Culto.
- Numidia (non giocabile): I Numidi controllano le zone del Nord Africa su cui non si estende l'egemonia cartaginese o egizia. Dispongono di truppe speciali a dorso di cammello e rapidi beduini, oltre che di unità in perfetto stile legionario come i Romani e i famosi giavellottisti a cavallo, che possono disporsi nella speciale formazione a cerchio per tempestare continuamente il nemico con i loro dardi.
- Città greche: Questa fazione rappresenta una coalizione di tutte le polis greche non sottomesse dagli eserciti macedoni e romani. Controllano parte della Grecia (Etolia e Sparta), Pergamo (Asia Minore), l'isola di Rodi e la fiorente colonia di Siracusa. Possiedono una vasta gamma di opliti, soprattutto quelli spartani, oltre a una buona fanteria leggera di supporto (peltasti); per contro, la loro cavalleria è la più debole del gioco.
- Macedonia (non giocabile): Come i Greci, i Macedoni hanno un esercito costituito quasi esclusivamente da falangi, formate da picchieri dotati della lunghissima sarissa. Dispongono anche di un'ottima cavalleria, perfetta per mettere in atto la tattica alessandrina dell'incudine e martello.
- Tracia (non giocabile): Questa fazione rappresenta una confederazione delle tribù traciche situate nelle zone delle odierne nazioni di Bulgaria e Turchia europea. Le loro unità sono un misto greco-barbarico, e includono guerrieri con romfaia, delle spade a falce.
- Impero seleucide: L'impero seleucide fu il più esteso di tutti gli stati successori di Alessandro Magno, controllando parte dell'Anatolia, Siria, Fenicia, Mesopotamia, Persia, Ircania e Transoxiana, ma la mappa di gioco non va oltre il Golfo Persico. Sono provvisti di falangi corazzate, carri da guerra, elefanti da guerra, alcuni dei quali corazzati, e legionari dallo scudo d'argento.
- Egitto: L'Egitto è controllato dalla dinastia macedone dei Tolomei, ma in questo gioco il suo esercito è costituito da stereotipi di "truppe del deserto" di epoca più antica. Sono infatti presenti, oltre che ai carri da guerra, anche i guerrieri con ascia appiedati o a cavallo, ma anche le falangi native e nubiane, la cavalleria nubiana e le guardie del Faraone, guerrieri d'élite con lance lunghissime.
- Ponto (non giocabile): Il regno del Ponto si è costituito nel cuore e nelle coste settentrionali dell'Anatolia, ed è ispirato dall'unione di elementi ellenici e orientali, il che si riflette nel suo elenco di unità, tra le quali figurano anche giavellottisti a cavallo e cocchi da guerra.
- Armenia (non giocabile): Gli armeni controllano le regioni del Caucaso. Tra le loro unità vi sono i lancieri pesanti, i catafratti, gli arcieri a cavallo catafratti e persino pseudo-legionari.
- Parti: La mappa di gioco è limitata al solo bacino mediterraneo e per questo i parti, eredi dei persiani, controllano solo una piccola area al di sotto del Caucaso, ma occupano anche una regione che apparterrebbe ai Saci. I catafratti, gli arcieri a cavallo persiani e gli elefanti da guerra sono tra le unità più forti del loro esercito; la loro fanteria è numerosa, ma poco addestrata.
- Scizia (non giocabile): Gli Sciti controllano le pianure dell'attuale Ucraina. Hanno un nutrito arsenale di truppe a cavallo da mischia, da carica e con arco, ma per contro hanno una selezione di fanteria quasi inesistente. Le infrastrutture gestionali sono basilari e poco evolute.
- Ribelli (non giocabili): La fazione ribelle rappresenta, oltre ai ribelli propriamente detti, anche regni indipendenti non costituiti in fazione, briganti, banditi e resti di fazioni sconfitte. Controllano molte regioni, prevalentemente in Europa orientale, e se una fazione viene sconfitta o un insediamento si ribella, la fazione dei ribelli può creare nuove provincie e nuovi eserciti. Nel gioco sono state inserite anche le Amazzoni, le quali si trovano in una provincia chiamata Hyperborea, nella Russia centrale.

#### Battaglie storiche
Nel giocatore singolo sono disponibili anche un certo numero di battaglie storiche, che vengono giocate direttamente sul campo senza la parte strategica a turni.
In questa modalità il giocatore è chiamato a controllare e guidare alla vittoria la fazione che nella realtà storica è invece risultata sconfitta nella rispettiva battaglia (eccettuate Trebbia e Cinocefale, in cui si gioca nei panni rispettivamente dell'esercito cartaginese e di quello romano).
- Battaglia di Ascoli (279 a.C.)
- Assedio di Sparta (272 a.C.)
- Battaglia di Talamone (225 a.C.)
- Battaglia della Trebbia (218 a.C.)
- Battaglia del Lago Trasimeno (217 a.C.)
- Battaglia di Rafah (217 a.C.)
- Battaglia di Cinocefale (197 a.C.)
- Battaglia di Carre (55 a.C.)
- Battaglia di Gergovia (52 a.C.)
- Battaglia di Teutoburgo (9 d.C.)

### Colonna sonora
La colonna sonora, che accompagna ogni fase di gioco, è stata composta principalmente da Jeff van Dyck, e include due tracce musicali vocali, entrambe di Angela van Dyck, chiamate Divinitus (scritta in quasi-latino) e Forever. Si dispone di completo doppiaggio in italiano (nei sottotitoli e nel parlato).

## Accoglienza

### Vendite
Secondo la The NPD Group, Rome: Total War si è classificato al 20º posto dei giochi per computer più venduti nel 2004, ed è rimasto in tale posizione in tutto l'anno seguente. Nei soli Stati Uniti, il gioco ha venduto 390 000 e ha ottenuto 16,8 milioni di dollari nel mese di agosto 2006. Ciò ha portato la rivista Edge a piazzarlo al 40º posto tra i videogiochi per PC più venduti, e considerarlo il gioco di Total War più venduto fin da gennaio 2000. La serie in totale, compreso Rome, ha venduto 1,3 milioni di copie negli Stati Uniti fino all'agosto del 2006. Nel 2013, Rome: Total War ha totalizzato da solo 876 000 vendite nella regione. Ha persino ricevuto un premio "Platinum" dalla Entertainment and Leisure Software Publishers Association (ELSPA) grazie alle circa 300 000 copie vendute nel Regno Unito.

### Critiche
| Testata                          | Versione | Giudizio |
| -------------------------------- | -------- | -------- |
| Metacritic (media al 30-01-2020) | PC       | 92/100   |
| Metacritic (media al 30-01-2020) | iOS      | 83/100   |
| Eurogamer                        | PC       | 9/10     |
| Game Informer                    | PC       | 7.75/10  |
| Game Revolution                  | PC       | A−       |
| GameSpot                         | PC       | 9.1/10   |
| GameSpy                          | PC       | [ 17 ]   |
| IGN                              | PC       | 9.4/10   |
| PC Gamer (USA)                   | PC       | 92%      |
| X-Play                           | PC       | [ 20 ]   |
| Spaziogames.it                   | PC       | 9.3      |
| Multiplayer.it                   | iPhone   | 7.7      |

Il gioco è stato accolto in maniera estremamente positiva secondo le recensioni aggregate su Metacritic. Molti recensori l'hanno considerato uno dei migliori giochi di strategia di tutti i tempi; ha vinto numerosi premi e alti voti sia da siti che da riviste videoludiche.
Computer Games Magazine ha piazzato il gioco al quinto posto tra i migliori giochi per il computer del 2004. Scrive l'editore: "Se c'è una formula magica per fare un grande strategico, la Creative Assembly l'ha compiuta." Gli editori di Computer Gaming World hanno nominato Rome come "Strategico dell'Anno (in tempo reale)" del 2004, titolo però vinto da Warhammer 40,000: Dawn of War.
Il gioco ha, in compenso, vinto il premio di Strategico dell'Anno del 2004 dalla GameSpot e da PC Gamer, un premio dalla critica come Miglior Strategico del 2003 ai Game Critics Awards della E3 e un premio degli editori di GameSpy.
| Anno | Premio                 | Categoria                             | Esito           | Nota   |
| ---- | ---------------------- | ------------------------------------- | --------------- | ------ |
| 2003 | E3 Game Critics Awards | Best Strategy Game                    | Vincitore/trice | ...    |
| 2003 | Computer Gaming World  | Strategy Game of the Year (Real-Time) | Candidato/a     | [ 24 ] |
| 2004 | GameSpot               | Editor's Choice, Strategy Game        | Vincitore/trice | ...    |
| 2004 | PC Gamer               | Editor's Choice, Best Strategy Game   | Vincitore/trice | ...    |
| 2004 | GameSpy                | Editor's Choice                       | Vincitore/trice | ...    |

## Espansioni
Come gli altri due capitoli della serie, anche Rome: Total War ha avuto delle espansioni.

### Barbarian Invasion
Barbarian Invasion è stata la prima espansione ufficiale del gioco. Ambientata nel periodo di decadenza dell'Impero Romano, spaccatosi in oriente e occidente, la campagna parte nel 363 e termina nel 476, anno della caduta dell'Impero Romano d'Occidente. L'espansione introduce nel gioco le tensioni religiose tra le tre principali religioni dell'epoca (Cristianesimo, Paganesimo e Zoroastrismo), e l'arrivo delle grandi migrazioni dei popoli orientali delle steppe come gli Unni e i Vandali.

### Alexander
La seconda espansione di Rome: Total War è stata Alexander, che ripercorre le gesta dell'antico condottiero macedone Alessandro Magno, con una campagna che va dal 336 a.C. al 323 a.C. La campagna permette però di far vivere Alessandro Magno più a lungo.
Fazioni
- Macedonia: Dopo l'assassinio di Filippo II, il figlio Alessandro ha preso il comando dello stato e si sta preparando ad affrontare l'Impero Persiano, anche se prima dovrà riappacificare le città greche che si stanno ribellando.
- Persia: L'immenso Impero Persiano, sotto la guida di Dario III, nonostante le numerose sconfitte in Grecia nei precedenti secoli, è ancora molto potente, capace di reclutare enormi eserciti.
- India: Gli indiani non sono un popolo unito e sono in continua lotta tra di loro. Non sono inoltre presenti nella campagna, se non tramite mod.
- Barbari: A nord della Persia e della Macedonia ci sono molte tribù barbare, che possono approfittare di un attimo di instabilità tra i due regni per estendersi a sud.

## Mod
Europa Barbarorum - Quisque est barbarus alio è uno dei più famosi mod, recensito anche dalla rivista Giochi per il mio computer. Si proponeva di correggere le imprecisioni storiche relative alle fazioni barbariche, ma si focalizza anche su molto altro, da cui anche il sottotitolo "quisque est barbarus alio" ("ognuno è un barbaro per un altro"). Vengono introdotte molte innovazioni tra cui l'ampliamento della mappa fino alla Scandinavia e all'India.

## EdizioneRemastered
Il 25 marzo 2021, in occasione del ventesimo anniversario della serie Total War, è uscito un trailer d'annuncio per Total War: Rome Remastered, che è uscita il 29 aprile dello stesso anno in collaborazione con la Feral Interactive. Questa edizione include una nuova grafica e interfaccia, nuovi miglioramenti tra cui le battaglie notturne, il nuovo agente Mercante (che funziona allo stesso modo di quello di Medieval II: Total War) e nuove opzioni di diplomazia, e coinvolge non solo il gioco originale, ma anche le due espansioni.